# 西直門駅
西直門駅（せいちょくもんえき）は中華人民共和国北京市西城区西直門外大街にある北京地下鉄の駅。駅は西直門交通枢紐の一部を成している。

## 乗り入れ路線
2号線・4号線・13号線の3路線が乗り入れる乗換駅となっている。

## 駅構造

### 地下階
2号線はホームドア無しの島式ホーム1面2線の地下駅。
4号線はホームドア有りの島式ホーム1面2線の地下駅。
地下側の出入口はA1、A2（西北）、B（東北）、C（東南）、D（西南）の計5か所ある。

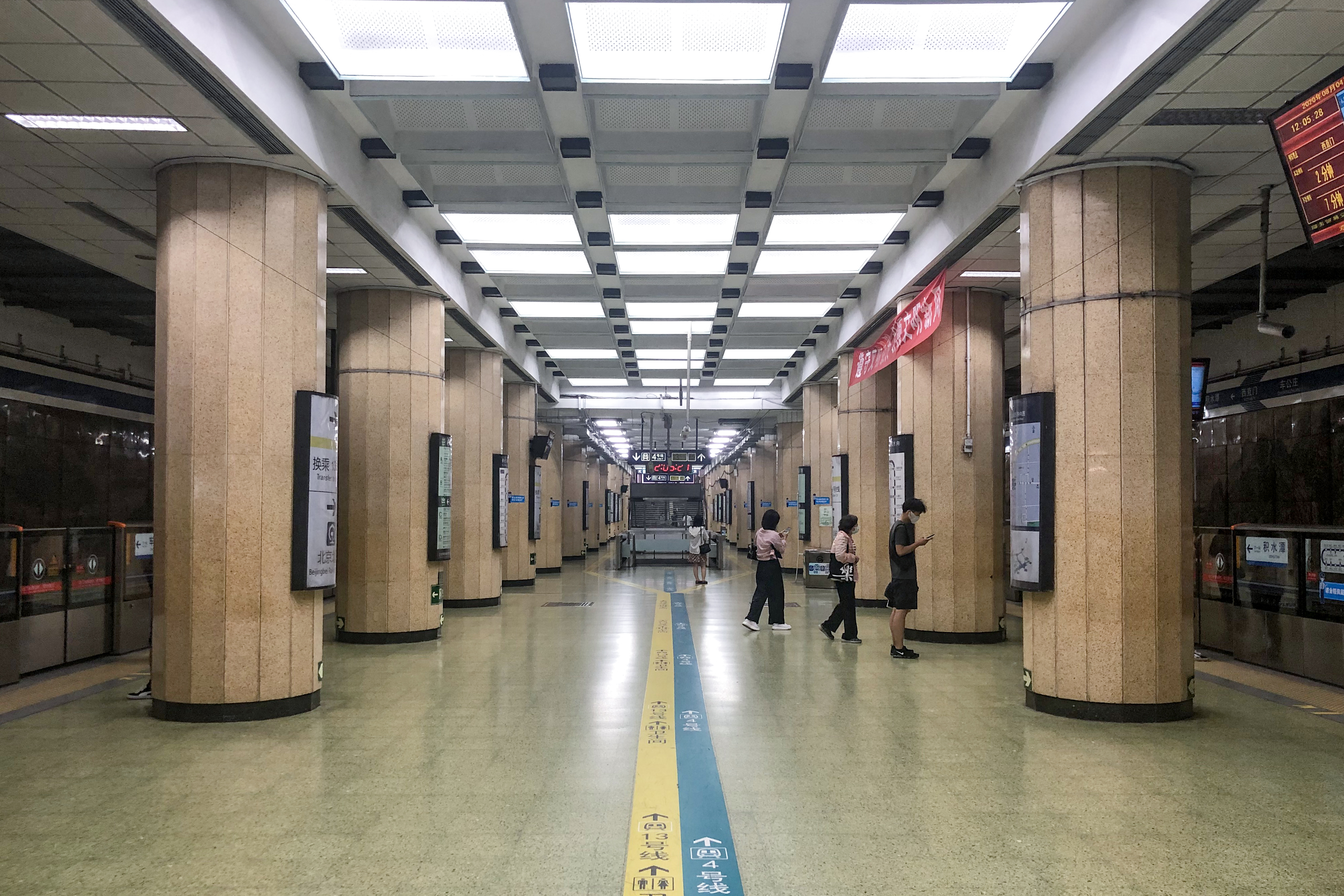
2号線プラットホーム
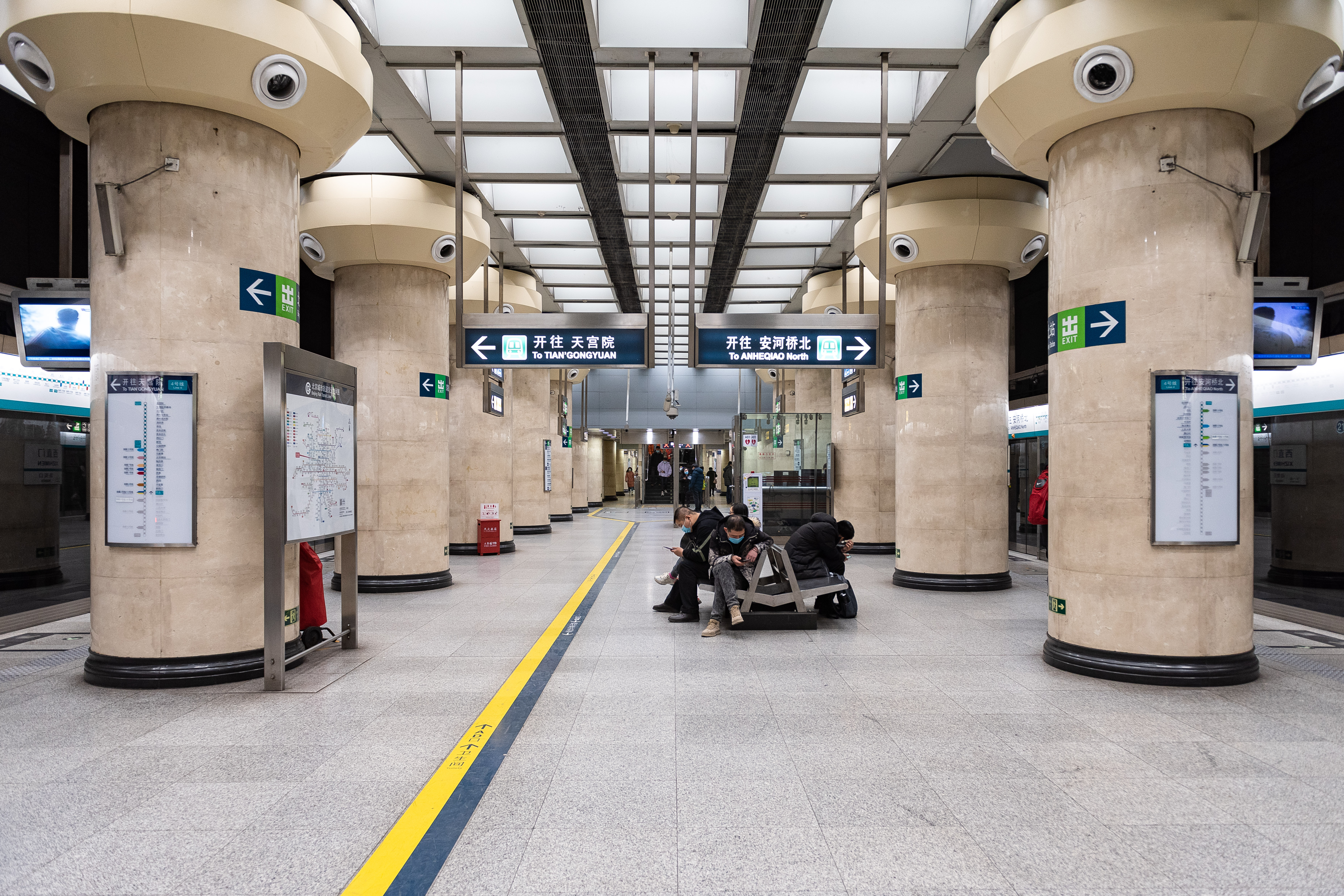
4号線プラットホーム

のりば
のりばの番号は各線共に存在しない。
| 2号線ホーム    |        |                                    |
| 東側（内回り） | ■2号線 | 鼓楼大街・雍和宮・東直門方面       |
| 西側（外回り） | ■2号線 | 車公荘・復興門・宣武門方面         |
| 4号線ホーム    |        |                                    |
| 南側（上り）   | ■4号線 | 西単・公益西橋・■大興線天宮院方面  |
| 北側（下り）   | ■4号線 | 国家図書館・海淀黄荘・安河橋北方面 |

- 2号線プラットホーム
- 4号線プラットホーム

### 地上階
13号線の起点で、3面3線の高架駅である。しかし一番東側の線路は予備用で普段使われていないため、実質は3面2線。電車は交代で西側2本の線路に入線する。ホームは乗車用と降車用に分けられている。
地上側の出入口はA（東）の1か所のみある。
のりば
のりばの番号は存在しない。
| 13号線のりば (3F) | 相対式ホーム 降車用 |
| 13号線のりば (3F) | 13号線 東直門方面→  |
| 13号線のりば (3F) | 島式ホーム 乗車用   |
| 13号線のりば (3F) | 13号線 東直門方面→  |
| 13号線のりば (3F) | 島式ホーム 降車用   |
| 13号線のりば (3F) | 13号線 予備線       |

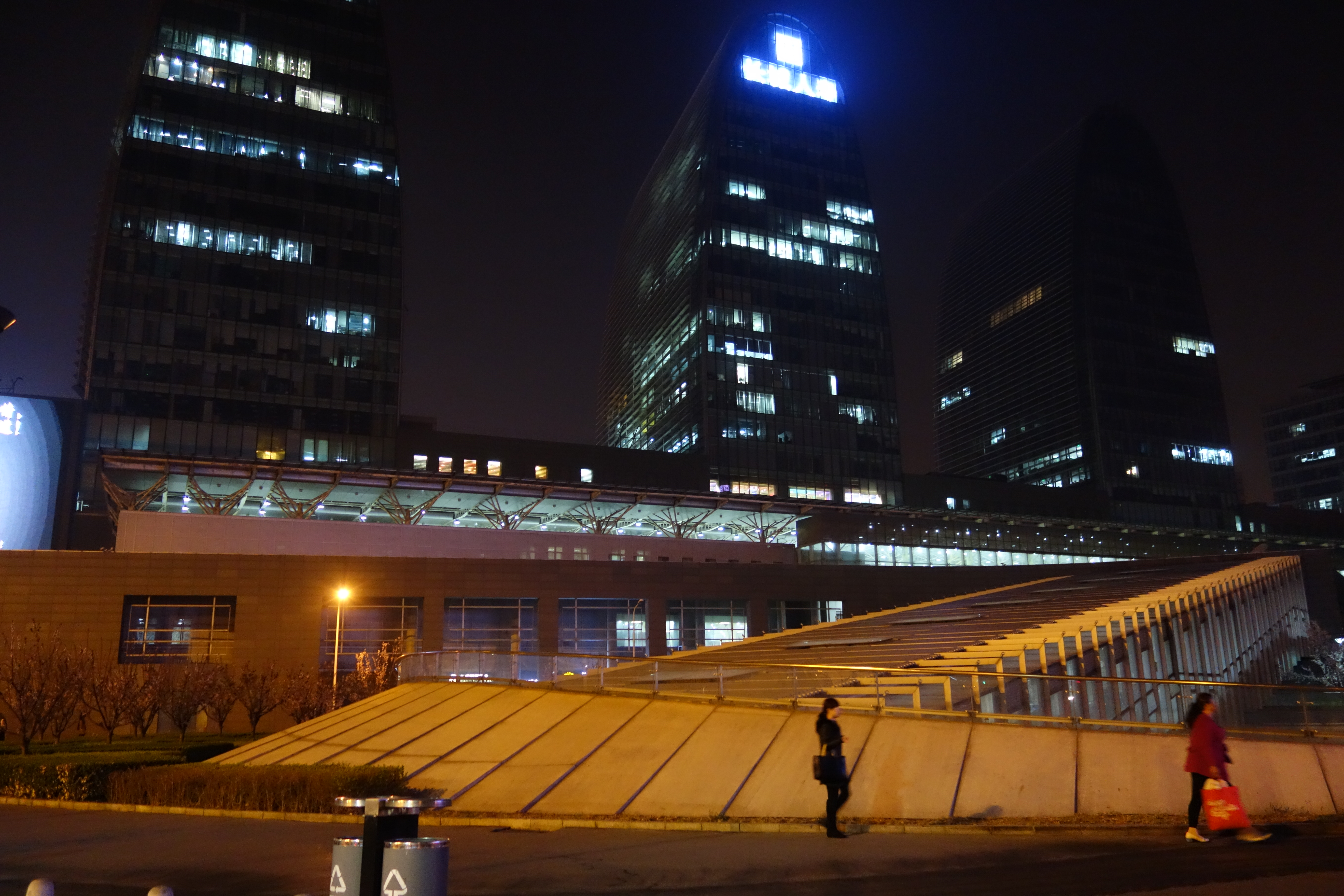
13号線の駅舎
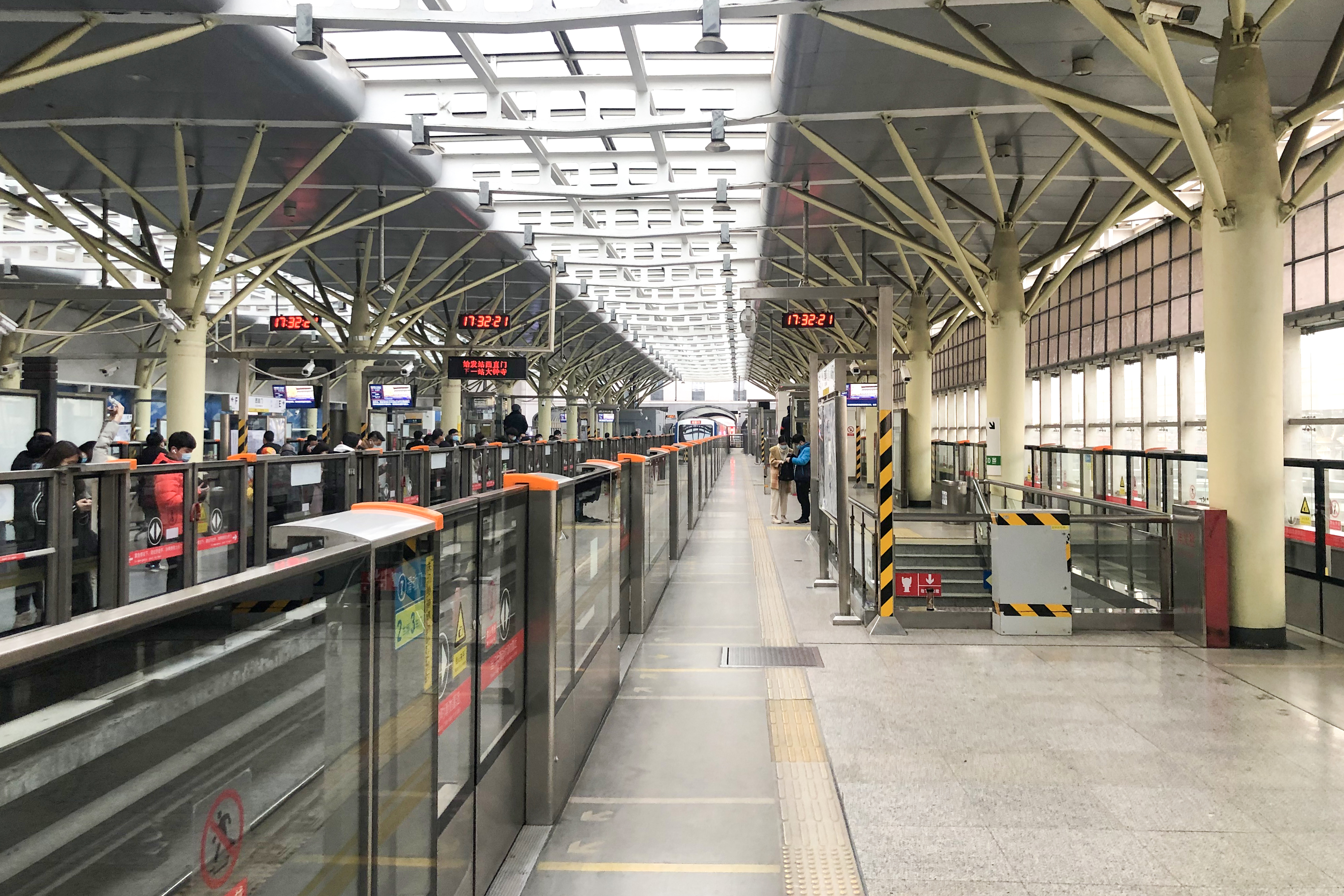
13号線プラットホーム
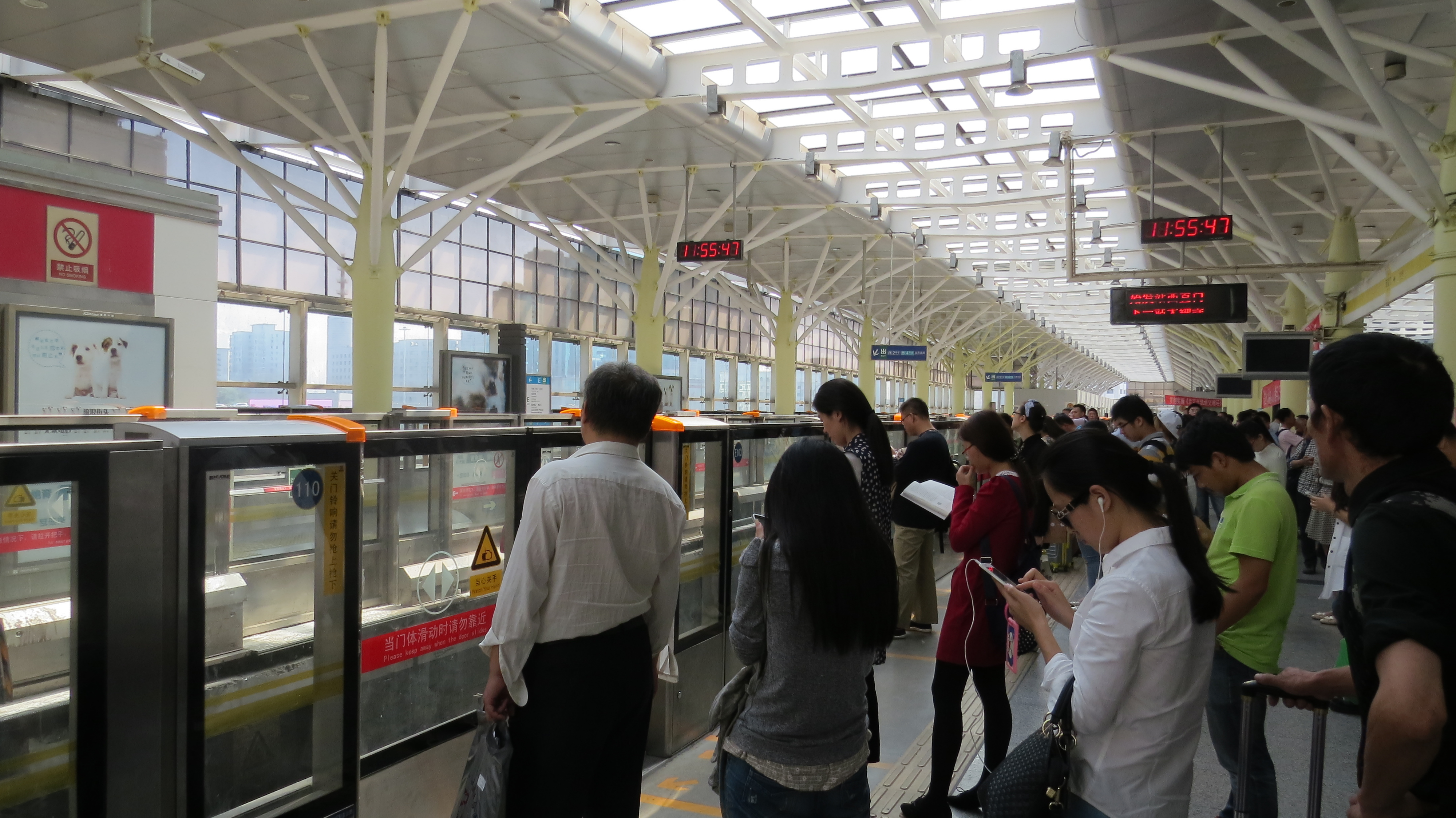
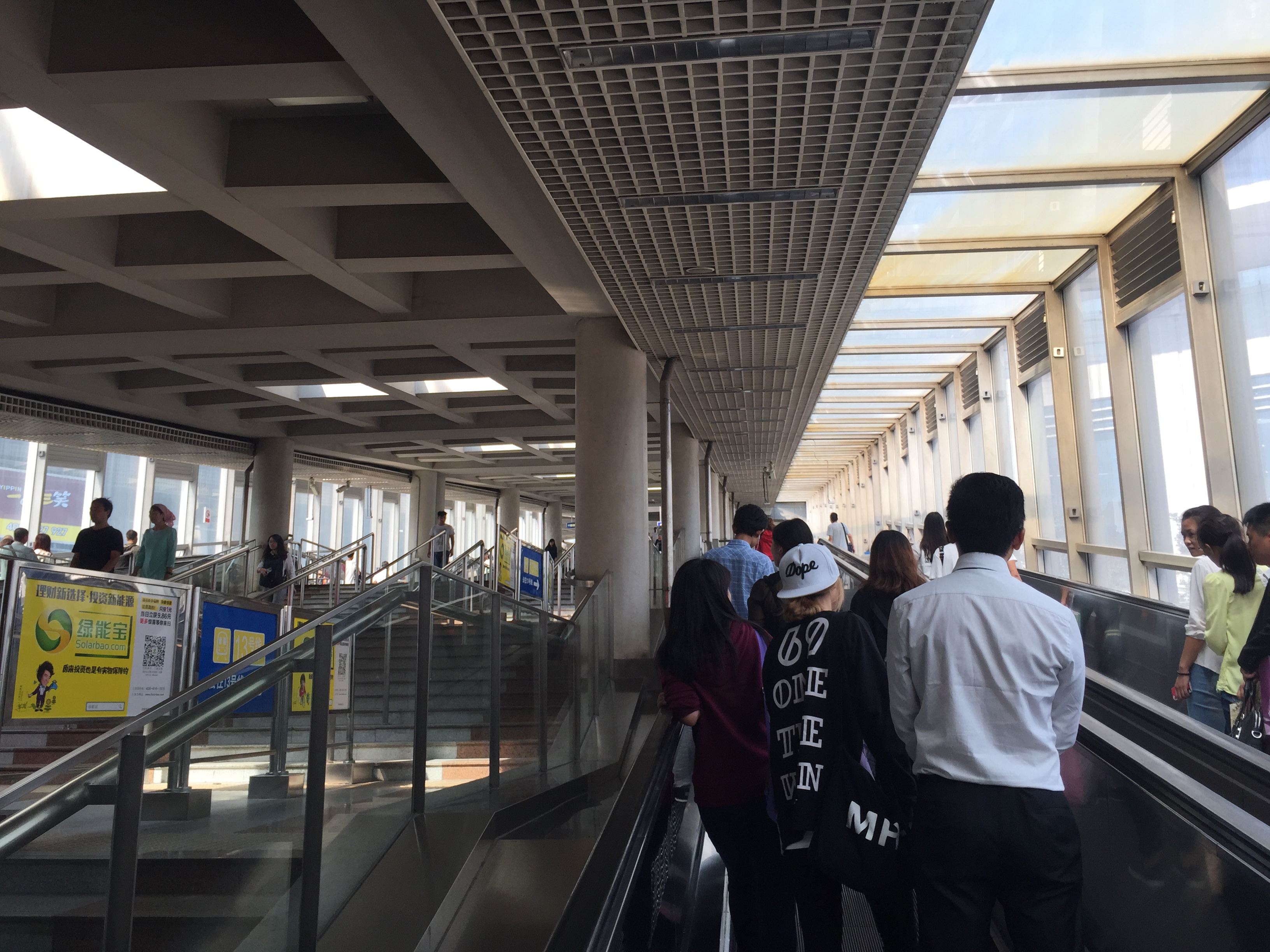

### 乗り換えについて
地下駅(2号線、4号線)と高架駅(13号線)の乗り換えは13号線開業時から一旦地上(改札外)に出る形となっていたが、2008年に連絡通路の完成によって2号線から13号線への乗り換えの片方のみ改札内となった。これは2009年4号線開業時でも改善されず、その後2011年9月24日に整備されたもう一本の連絡通路の完成により、ようやくすべての乗り換えが改札内にできるようになった。
北京地下鉄では改札外乗り換えの規定がなく、西直門駅での乗り換えは改札外経由の場合もあったため、その時改めて運賃が求められることとなっていた。これも2011年の通路完成で解消。

## 利用状況
西直門駅は北京地下鉄のなかで5番目の利用者数を誇る。

## 駅周辺
西直門外大街、西直門内大街、徳勝門西大街、西直門南大街、西直門北大街の交差点に位置する。
北京市北西方向の北京動物園、香山、円明園、頤和園へのバス路線等が多数発着しており、大変な賑わいである。
また、中国国鉄京包線の北京北駅（西直門駅）駅が至近にある。
北京地鉄運営公司があるのも当駅である。

## 路線バス
- 375（韓家川-西直門北）
- 26（二里庄-西便門）
- 16（二里庄-西直門外）
- 7（動物園枢紐駅-五間楼）
- 111（白石橋東-崇文門外）
- 105（白石橋東-天橋）
- 運通106（旱河路南-中央党校北門）
- 44（新街口豁口-新街口豁口）
- 618（回竜観公交場駅-月壇体育場）
- 27（安定門外-五路）
- 347（八大処-新街口豁口）
- 387（北京西駅-慧忠路東口）
- 80（小紅廟-金五星百貨城）
- 夜8（小馬廠-頤和園）
- 運通104（来広営北-金荘）
- 運通105（上地五街東口-中苑賓館）
- 632（五彩城公交場駅-五路）
- 438（永豊公交場駅-西直門北）
- 特15（国家体育館-西直門北）
- 375（韓家川-西直門北）
- 332（前門西-北宮門駅）
- 651（柳林村-西直門）

## 歴史
- 1984年9月20日 - 2号線開業。
- 2002年9月28日 - 13号線が開業し当駅に接続。
- 2009年9月28日 - 4号線が開業し当駅に接続。

## 隣の駅
北京地下鉄
■2号線
積水潭駅 - 西直門駅 - 車公荘駅
■4号線
新街口駅 - 西直門駅 - 動物園駅
■13号線
西直門駅 - 大鐘寺駅